# 礼教遗址
礼教遗址位于中国山西省芮城县古魏镇窑头村礼教村西。

## 保护
2021年8月4日，礼教遗址公布为第六批山西省文物保护单位，古遗址类，年代为新石器时代，编号6-29。	